# باری دیگر برایدزهد
باری دیگر برایدزهد (انگلیسی: Brideshead Revisited) یک مجموعه تلویزیونی بریتانیایی با هنرنمایی جرمی آیرونز و آنتونی اندروز است که در سال ۱۹۸۱ میلادی منتشر شد.
این مجموعه، محصول گرانادا تله‌ویژن جهت پخش در شبکهٔ آی‌تی‌وی بود و بیشتر قسمت‌های آن توسط چارلز استاریج کارگردانی شده‌است. برخی از سکانس‌های سریال را نیز مایکل لیندزی-هاگ کارگردانی کرده بود.
این سریال بر پایهٔ رمانی به همین نام اثرِ اِوِلین وو ساخته شده و زندگی جوانی به نام چارلز رایدر را در دههٔ ۲۰ تا ۴۰ میلادی و رابطه‌اش با خانوادهٔ فلایت را به‌تصویر می‌کشد. خانواده‌ای بریتانیایی که ثروتمند و کاتولیک هستند و در کاخی مجلل به نام برایدزهِد زندگی می‌کنند.
اگرچه در عنوان‌بندی این مجموعه، نامِ جان مورتیمر به‌عنوانِ فیلم‌نامه‌نویس به چشم می‌خورد، اما در نهایت فیلم‌نامهٔ او مورد استفاده واقع نشد و تهیه‌کنندهٔ سریال دِرِک گرینجر با همکاری چند نویسندهٔ دیگر، فیلم‌نامه را نوشتند.
در سال ۲۰۰۰ میلادی، بنیاد فیلم بریتانیا فهرستی از ۱۰۰ برنامهٔ تلویزیونی برتر را بر اساس آرای دست‌اندرکاران و هنرمندان حرفه‌ای این صنعت منتشر کرد که این سریال در رتبهٔ دهم آن جای گرفت. مجلهٔ تایم نیز در سال ۲۰۰۷، آن را به عنوان یکی از برترین سریال‌های تلویزیونی تمامی دوران برگزید. در سال ۲۰۱۰ میلادی، روزنامهٔ گاردین آن را در فهرست ۵۰ سریال برترش قرار داد. روزنامهٔ دیلی تلگراف هم در سال ۲۰۱۵ میلادی، آن را در ردهٔ ۱ از فهرست بهترین اقتباس‌های تلویزیونی قرار داد و نوشت: «بدون هیچ تردیدی، باری دیگر برایدزهد، بهترین اقتباس ادبی تلویزیون است. اقتباسی که کاملاً به رمان اصلیِ اِوِلین وو وفادار است و در عین حال، چیزی بیش از آن کتاب هم هست.»